# Crocidophora griseifusa
Crocidophora griseifusa là một loài bướm đêm trong họ Crambidae.